# 鼓頰條鰍
鼓頰條鰍（學名：Nemacheilus binotatus）為輻鰭魚綱鯉形目條鰍科條鰍屬的其中一種。分布於亞洲泰國湄公河、湄南河流域，本魚體延長，口下位，具觸鬚3對，體色黃褐色，從吻部沿著側線至尾柄友一條黑色寬縱帶，魚鰭透明，體長可達6公分，棲息在礫石或沙底質、水流快速的河川底層水域，生活習性不明。可做為觀賞魚，飼養時水族箱應有一個提供流速塊和充氧的水，底部有細沙基質和許多光滑的圓形鵝卵石和許多避難所，如沉木和板岩，合理明亮的照明以模擬發現它們的淺河床。

## 扩展阅读
維基物種上的相關：鼓頰條鰍